# Czeglédi György (lelkész)
Czeglédi György (Cegléd, ? – Tarcal, 1584) református prédikátor.

## Élete
1553. január 21-től Wittenbergben tanult. 1554 végén vagy 1555 elején tért vissza, és Nagyváradon lett lelkész, fontos szerepet játszva a reformáció helvét irányzatának elfogadtatásában. 1562-ben Méliusz Juhász Péter és Szegedi Gergely mellett részt vett a debrecen–egervölgyi hitvallás szerkesztésében. Az 1568-ban Gyulafehérváron, illetve 1569-ben Nagyváradon tartott hitvitákban a szentháromság tanát védte Giorgio Biandratával szemben. 1570-től már nem volt a városban. 1577-ben a borsodi egyházmegye esperese volt. 1582 nyarán tarcali lelkészként szolgált. Feltehetően 1584 végén hunyt el.

## Munkái
Az egesz Vilagon valo keresztyeneknec Vallasoc az egy igaz Isten felöl ki Atya, Fiú és Sz. Lelek; melly fundaltatott a Prophetaknac es Apostoloknac fundamentomokon. Debreczen, 1569. (Károlyi Péterrel közös műve.)